# Alwyn Faber Scholfield
Alwyn Faber Scholfield (1884 – 1969) è stato un grecista, traduttore e bibliotecario britannico.

## Biografia
Nato e cresciuto in Inghilterra, studiò all'Eton College e poi lettere classiche al King's College dell'Università di Cambridge. Dopo aver conseguito la laurea, tornò ad Eton in veste di insegnante per un anno e dal 1911 iniziò a lavorare alla Cambridge University Library. 
Dopo una parentesi di alcuni anni come bibliotecario della Biblioteca Imperiale di Calcutta, fu bibliotecario del Trinity College dal 1919 al 1923. Nel 1923 fu eletto bibliotecario dell'Università di Cambridge e mantenne la carica fino al 1949. In queste periodo si occupò di proteggere e tutelare i libri rari dell'Università durante i blitz nazisti della seconda guerra mondiale e supervisionò il cambio di sede della biblioteca.
In veste di grecista e traduttore è noto soprattutto per la sua collaborazione con la Loeb Classical Library, per cui tradusse in inglese Sulla natura degli animali di Claudio Eliano in tre volumi (1958-1959) e le poesie e frammenti di Nicandro (1953).
Era omosessuale.

## Opere

### Traduzioni
- Nicandro, The Poems and Poetical Fragments, Cambridge University Press, Cambridge, 1953.
- Claudio Eliano, On Animals, III volumi, Cambridge (MA), Loeb Classical Library, 1958-1959.